# Nimboa asadeva
Nimboa asadeva is een insect uit de familie van de dwerggaasvliegen (Coniopterygidae), die tot de orde netvleugeligen (Neuroptera) behoort. 
De wetenschappelijke naam Nimboa asadeva is voor het eerst geldig gepubliceerd door Rausch & H. Aspöck in 1978.